# 1989 en photographie
| Années de la photographie : 1986 - 1987 - 1988 - 1989 - 1990 - 1991 - 1992    |
| Décennies de la photographie : 1950 - 1960 - 1970 - 1980 - 1990 - 2000 - 2010 |

Cet article présente les faits marquants de l'année 1989 en photographie.

## Événements
- Célébration du cent-cinquantenaire de l'invention officielle de la photographie ; plusieurs expositions et manifestations ont lieu durant l'année.
- Le photographe sud-africain David Goldblatt fonde à Johannesburg le Market Photography Workshop (en), dans un ancien bureau de poste de Newtown : cet institut d'enseignement, qui s'adressse à tous les groupes sociaux, a pour objectif de transmettre des compétences visuelles et des connaissances photographiques de base ; cette école de photographie où des membres de toutes les origines travaillent ensemble a contribué à l'élimination de l'apartheid dans les esprits.

- Trois photographes de l'agence française Vu, Luc Choquer, Pascal Dolémieux et Xavier Lambours, quittent l’agence et s’associent aux photographes Marie-Paule Nègre et Martine Voyeux pour fonder l’agence Métis, où ils entendent maîtriser la direction artistique et posséder leur propre outil de production[1].

- Création en France du Centre photographique d'Île-de-France (CPIF), consacré à la photographie contemporaine, à Pontault-Combault.
- La Fédération photographique de France, fondée en 1892, qui regroupe des clubs photos et des photographes amateurs, prend son nom définitif.
- Le Musée suisse de l'appareil photographique à Vevey en Suisse déménage de l'appartement où il était installé depuis 1979 pour s'installer dans un bâtiment du XVIIIe siècle, ruelle des Anciens-Fossés, restauré et aménagé.
- Inauguration à Douai au musée de la Chartreuse de la photothèque Augustin-Boutique-Grard qui rassemble les photographies d'Augustin Boutique[2].
- Début en France de Contacts, une série d'émissions télévisées diffusée sur La Sept : un photographe commente une de ses planches-contact, replace la photographie dans son contexte et explique sa manière de travailler.
- Création des éditions Filigranes, maison d'édition française spécialisée en photographie et édition d'art.
- Création par Bill Gates de Corbis, entreprise d'achat et de vente de photographies et de films.
- L'Anefo (Algemeen Nederlandsch Fotobureau), agence de presse néerlandaise spécialisée en photographie, créée en 1944, cesse ses activités.
- La firme japonaise Minolta commercialise le Minolta Dynax 5000i, un appareil photographique reflex mono-objectif argentique.
- La firme japonaise Canon commercialise le Canon EOS RT, appareil photographique reflex, équipé d'un miroir fixe semi-transparent, ainsi que le Canon EOS-1, boîtier argentique reflex professionnel.

## Photographies notables
- 5 juin : Charlie Cole, L’Homme de Tian'anmen ou l'Homme au char (Tank Man en anglais), photographie d'un homme (resté anonyme) qui bloque symboliquement la progression d'une colonne d'au moins dix-sept chars lors des manifestations de la place Tian'anmen en république populaire de Chine.

- Le photographe suisse Hans Danuser achève son cycle In Vivo, commencé en 1980, un ensemble de 93 photographies en noir et blanc, consacrées à des sujets de la société post-industrielle[3].

- Barbara Kruger, Untitled (Your Body Is a Battleground), photomontage[4].

## Livres de photographies
- Shirley Baker, (en) Street Photographs : Manchester and Salford, Newcastle upon Tyne, Bloodaxe Books, 128 p.  (ISBN 9781852240585)[5].
- Claude Gassian, Rock images 1970/90 : 350 photos, Paris, Paul Putti[6].
- Hans Namuth, (en) Los todos santeros : a family album of Mam Indians in the village of Santos Cuchumatan Guatemala c.a. 1974-1987, Londres, Dirk Nishen, 1989, 127 p.  (ISBN 9781853780080).
- James Nachtwey, Deeds of War, Thames & Hudson,  (ISBN 0-500-54152-3).
- Bernard Plossu, Le Jardin de poussière, texte de Stuart Alexander, Paris, Marval, coll. « Sur la photographie », 100 p.  •  (ISBN 2-86234-032-4) : 31 photographies noir et blanc à travers la poussière du Sahara.
- Ferdinando Scianna :
  - (it) Leonardo Sciascia, Milan, Franco Sciardelli, 14 p. - XXII p. de photographies.
  - (it) Le Forme del Caos, texte de Manuel Vázquez Montalbán, Udine, Art &, 260 p.  (ISBN 9788885893139).

## Études, essais, articles
- Robert Delpire (dir.) et Michel Frizot (dir.), Histoire de voir : une histoire de la photo, Paris, Centre national de la photographie, coll. « Photo poche » (no 40-42), 3 vol.

Vol. 1 : De l'invention à l'art photographique, 1839-1880 ; vol. 2 : Le médium des temps modernes, 1880-1939 ; vol. 3 : De l'instant à l'imaginaire, 1939-1970.
- (en) Sarah Greenough (dir.), On the art of fixing a shadow : one hundred and fifty years of photography (catalogue d'exposition, National Gallery of Art, Art Institute of Chicago, Los Angeles County Museum of Art), Boston, Bulfinch Press.
- Patrick Roegiers, Ecoutez voir. Neuf entretiens avec des photographes, Paris Audiovisuel, coll. « Recueil » (no 3), 77 p. ; entretiens avec Raymond Depardon, Robert Frank, Ralph Gibson, Duane Michals, Helmut Newton, Sebastião Salgado, Alice Springs, Arthur Tress et Joel-Peter Witkin.
- André Rouillé (éditeur scientifique), La photographie en France : textes & controverses. Une anthologie, 1816-1871, Paris, Macula, coll. « Histoire et théorie de la photographie », 1989 (ISBN 2-86589-021-X).

## Expositions
- 14 janvier - 12 mars : Images critiques : Adams, Jaar, Jammes, Wall, Musée d'Art moderne, Paris.
- 17 mars - 4 juin : Duane Michals : Photographien 1958-1988, Museum für Kunst und Gewerbe, Hambourg.
- 23 mars - 27 juin : Like a one-eyed cat : photographs by Lee Friedlander 1956-1987, Seattle Art Museum, Seattle

puis : 27 juin - 27 août 1989 : High Museum of Art, Atlanta ; 10 septembre - 29 octobre 1989 : Center for Creative Photography, Tucson.
- 25 avril - 17 juin : Frank Horvat. L'album de famille, Comptoir de la photographie, Paris.
- 25 avril - 25 juin : Frank Horvat. Côté mode, Espace photographique de la Ville de Paris[8].
- 29 juin - 4 septembre : Karsh : l'art du portrait, Musée des beaux-arts du Canada, Ottawa.
- 30 juin - 3 septembre : John Coplans : autoportraits, Centre de la Vieille Charité, Marseille[9].
- 20 septembre - 28 octobre : René-Jacques : un illustrateur photographie Paris, Bibliothèque historique de la ville de Paris, Hôtel de Lamoignon, Paris.
- 4 octobre - 4 novembre : Jean-Pierre Sudre, Galerie de photographie de la Bibliothèque nationale, Espace Colbert, Paris[10].
- 4 octobre - 31 décembre : L'invention d'un regard (1839-1918). Cent-cinquantenaire de la photographie, Musée d'Orsay, Paris[11],[12].
- 12 octobre - 31 décembre : L'invention d'un art : cent-cinquantième anniversaire de la photographie, Musée national d'Art moderne, Paris ; commissaires d'exposition : Alain Sayag et Jean-Claude Lemagny[13].
- 17 octobre - 17 décembre : 1839. La photographie révélée, Musée des Archives nationales, Paris[14].
- 20 octobre - 31 janvier 1990 : Vues d'en haut : 1914-1918. La photographie aérienne pendant la guerre de 1914-1918, Hôtel des Invalides, Paris.
- 24 octobre - 3 décembre : Denis Roche : photographies 1965-1989, Espace photographique de Paris.
- 26 octobre - 12 novembre : Josef Sudek, Műcsarnok, Budapest[15].
- 31 octobre - 28 février 1990 : Paris et le daguerréotype, Musée Carnavalet, Paris[16].
- 11 novembre - 14 janvier 1990 : Photo-Kunst : Arbeiten aus 150 Jahren / Du XIXème au XXème siècle, aller et retour, Graphische Sammlung Staatsgalerie, Stuttgart ; commissaire d'exposition : Jean-François Chevrier[17].
- décembre : Paul Caponigro, Galerie municipale du Château d'eau, Toulouse.
- 8 décembre - 4 février 1990 : Josef Koudelka, Mission Transmanche du Centre régional de la photographie du Nord Pas-de-Calais, Galerie de l’ancienne poste, Calais.
- 150 ans de photographie : certitudes et interrogations, Musée de la photographie, Charleroi.
- Visions du sport - photographies 1860-1960, Musée de l'Élysée, Lausanne

exposition rassemblant des photographies — entre autres — des frères Bisson, Étienne-Jules Marey, Eadweard Muybridge, Nadar, Lewis Hine, Adolphe Braun, Jules Beau, Martin Munkácsi, George Hoyningen-Huene, Harold Edgerton, Jacques Henri Lartigue, André Kertész, László Moholy-Nagy, Alexandre Rodtchenko, Leni Riefenstahl, Alfred Eisenstaedt, August Sander, Maurice Tabard, Pierre Boucher, Brassaï, René-Jacques, Gjon Mili, Raymond Voinquel, George Silk, George Rodger, Robert Capa, Jean Dieuzaide, Robert Doisneau, Henri Cartier-Bresson.
- Cent ans de la Tour Eiffel, Musée de l'Élysée, Lausanne

photographies — entre autres — des Frères Séeberger, Germaine Krull, Marcel Bovis, René-Jacques, Lucien Hervé, Pierre Boucher, Marc Riboud, René Burri, Robert Doisneau, Henri Cartier-Bresson, Willy Ronis, Robert Capa, Raymond Depardon, Josef Koudelka, d'Erwin Blumenfeld, Elliott Erwitt, Guy Le Querrec, Jean-Marc Zaorski, de Michel Séméniako, Bernard Descamps, Richard Kalvar, John Vink
- Portraits d'artistes, photographies de Gérard Rondeau, Musée de l'Élysée, Lausanne.
- Une autre objectivité, Centre national des arts plastiques, Paris ; Centro per l'arte contemporanea Luigi Pecci, Prato ; commissaire d'exposition : Jean-François Chevrier[19].
- La Trieste dei Wulz : volti di una storia. Fotografie 1860-1980, Palazzo Costanzi, Trieste[20]

## Festivals et congrès photographiques
- 1re édition du festival Mois de la Photo à Montréal au Canada, organisé par le centre d'artistes autogéré VOX, centre de l'image contemporaine ; le festival se déroule tous les deux ans.
- 1re édition du festival Visa pour l'image à Perpignan en France[21].
- 20e congrès de la Fédération internationale de l'art photographique à Bruxelles.
- 3 juillet - 13 septembre : 20es Rencontres de la photographie d'Arles Nos vingt ans[22],[23].

## Prix et récompenses
- Grand Prix national de la photographie : Bernard Faucon.
- Prix Niépce : Gladys et Patrick Zachmann[24].
- Prix Nadar : Splendeurs et misères du corps (catalogue d'exposition : Musée d'art et d'histoire de Fribourg ; Musée d'art moderne de la Ville de Paris), Fribourg, Triennale internationale de la photographie, Paris, Mois de la photo, 1988, 237 p.
- Grand prix Paris Match du photojournalisme : non décerné.
- Prix Henri-Cartier-Bresson : Chris Killip.
- Prix Kodak de la critique photographique : Carmelo Bongiorno.
- Médaille David-Octavius-Hill : non décerné.
- Prix Erich-Salomon : Barbara Klemm.
- Prix culturel de la Société allemande de photographie : Paul B. Gilman, Erik Moisar et Tadaaki Tani.
- Prix Oskar-Barnack : Charles Mason.
- Prix du duc et de la duchesse d'York : Rafael Goldchain.
- Prix Robert Capa Gold Medal: David Turnley  de l'agence Black Star, pour ses reportages dans The Detroit Free Press sur les révolutions en Chine et en Roumanie.
- Prix Pulitzer : 
  - Prix Pulitzer de la photographie d'article de fond : Manny Crisostomo	du Detroit Free Press pour ses photographies d'étudiants à la Southwestern High School de Détroit.
  - Pulitzer Prize for Spot News Photography : Ron Olshwanger (en), photographe indépendant, pour la photographie publiée dans le St. Louis Post-Dispatch d’un pompier faisant du bouche à bouche à un enfant extrait d’un immeuble en flammes.
- Prix Ansel-Adams : Robert Glenn Ketchum.
- Prix W. Eugene Smith : Cristina García Rodero.
- Infinity Awards :
  - Prix pour l'œuvre d'une vie : Alexander Liberman.
  - Prix de la publication Infinity Award : Josef Koudelka, Exils (catalogue d'exposition, Paris, Palais de Tokyo), Paris : Centre national de la photographie (collection : Photo copies), 1988, 61 p.  (ISBN 2-86754-044-5).
  - Infinity Award du photojournalisme : James Nachtwey.
  - Infinity Award for Art : Arnulf Rainer.
  - Prix de la photographie appliquée : Joyce Tenneson.
- Prix de la Société de photographie du Japon / prix annuel : Takeji Iwamiya, Yoshino Ōishi, Kiyoshi Sonobe / espoirs : Masato Seto / contributions remarquables : Musée photographique Ken-Domon, Kōrō Honjō, Shōji Ueda.
- Prix Higashikawa : photographe étranger : Shi Shaohua ; photographie japonais : Yūkichi Watabe, photographe espoir : Jun Tsukida ; prix spécial : Masahide Satō.
- Prix Kimura Ihei : Hana Takeda et Michio Hoshino.
- Prix Ken-Domon : Chirō Tsuda.
- Création du prix de la Société photographique à Tokyo par la Société photographique japonaise pour récompenser des œuvres remarquables en photographie, ainsi que les personnes, organisations et entreprises qui contribuent à la photographie. Premiers lauréats : Hiroshi Ōshima, Seijun Suzuki et Michio Nakagawa.
- World Press Photo de l'année : David Turnley pour la photographie d'un homme pleurant son fils victime du tremblement de terre en Arménie[25].
- Prix international de la Fondation Hasselblad : Sebastião Salgado.

## Naissances
- 2 mars : Yagazie Emezi, artiste et photojournaliste indépendante nigériane.
- 1er septembre : Florian Ledoux, photographe, vidéaste et documentariste français.
- 7 novembre : Richard Dansou, photographe béninois spécialisé dans la photographie blanc et noir.
- 9 décembre : Ley Uwera, photojournaliste congolaise.

- Date précise inconnue ou non renseignée :
  - Romy Alizée, photographe et réalisatrice française.
  - Émilienne Malfatto, auteure, photojournaliste et photographe documentaire indépendante française.
  - Takeji Iwamiya, photographe japonais, né en 1920.
  - Diana Markosian, artiste américaine, d'origine russo-arménienne, photographe et photojournaliste.
  - Julie de Waroquier, photographe française.

## Décès
- 9 mars : Robert Mapplethorpe, photographe américain, né le 4 novembre 1946.
- 8 mai : Stefano Bricarelli, photographe italien, né le 6 décembre 1889.
- 17 mai : Lucia Moholy, photographe tchèque, née le 18 janvier 1894.
- 16 juin : Willy Zielke, photographe et réalisateur allemand, né le 18 septembre 1902.
- 18 juin : Jeanne Devos, photographe française, née le 10 février 1902.
- 23 juin : William Gedney, photographe américain, né le 29 octobre 1932.
- 26 juin : Takeji Iwamiya, photographe japonais, né le 4 janvier 1920.
- 28 juin : Antoni Campañà, photographe catalan, né le 15 mars 1905.
- 24 juillet : Mark Morrisroe, artiste visuel, performeur et photographe américain, né le 10 juin 1959.
- 8 août : Takamasa Inamura, photographe japonais né le 22 février 1923.
- 1er décembre : William Vandivert, reporter-photographe américain, un des cofondateurs de l’agence Magnum Photos, né le 16 août 1912.
- 11 décembre : Louise Dahl-Wolfe, photographe américaine, née le 19 novembre 1895.
- 21 décembre : Rotimi Fani-Kayode, photographe britannique d'origine nigériane, né en 1955.
- 26 décembre : Kōyō Ishikawa, photographe japonais, né le 5 juillet 1904.

- Date précise inconnue ou non renseignée :
  - Joaquín del Palacio, photographe espagnol, né en 1905.
  - Yukio Tabuchi, photographe japonais, né en 1905.
  - Tokutarō Tanaka, photographe japonais, né en 1909.
  - Eddy Wiggins , photographe américain, né le 20 février 1904.

## Célébrations
Bicentenaire de naissance
- William Cranch Bond

Centenaire de naissance
- Stefano Bricarelli
- José Casaú
- Pere Català Pic
- Pierre Coutras
- Marcelin Flandrin
- Hakuyō Fuchikami
- Hannah Höch
- Peggy Hull
- Alexander Keiller
- Yasuzō Nojima
- Louis-Victor Emmanuel Sougez
- Thilly Weissenborn

Centenaire de décès
- Alphonse Bernoud
- Giorgio Conrad
- Alessandro Pavia